# Хаджилар

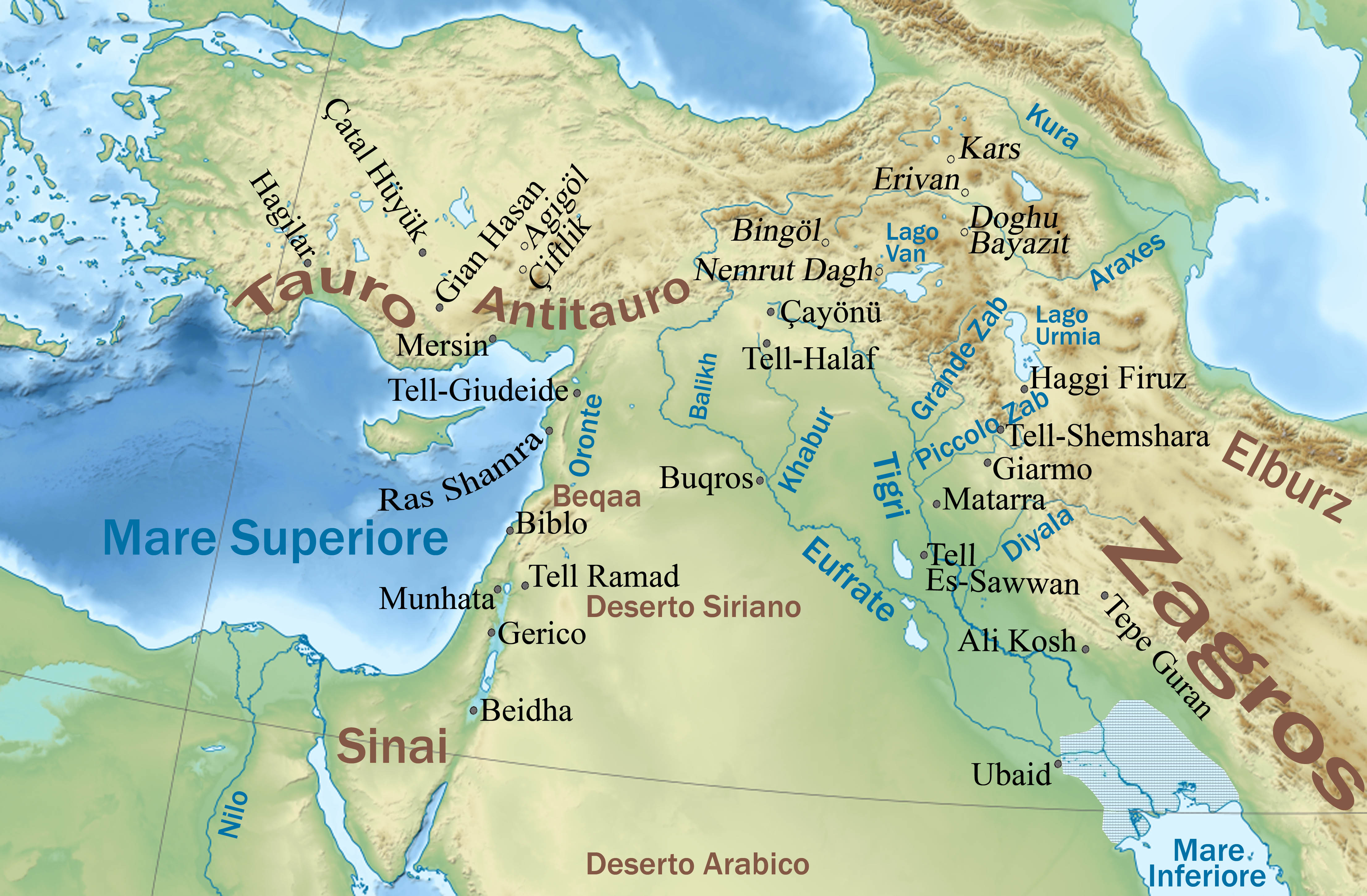

37°35′03″ пн. ш. 30°05′04″ сх. д. / 37.5843° пн. ш. 30.0845° сх. д.
Хаджила́р або Хасилар (тур. Hacilar), Каджлер, (вірм. Քաջլեռ) — стоянка епохи неоліту на території Західної Кілікії в південно-західній Туреччини, за 25 км на північний захід від Бурдура. Археологічні розкопки показали, що мешканці кілька разів залишали стоянку і знову поверталися до неї. Найдавніші знахідки належать до 7040 до н. е.
Після зникнення поселення на його місці утворився Тепе (пагорб), який в 1956 році місцевий учитель показав англійської археологу Джеймсу Меллаарту. Розкопки на місці стоянки почалися під керівництвом Меллаарта в 1957 році і тривали до 1960 року. Знайдені артефакти зараз зберігаються в Музеї анатолійських цивілізацій в Анкарі.
Будинки в Хаджиларі становили групи, що оточують внутрішній двір селища. Кожне житло було побудовано на кам'яному фундаменті для захисту від води. Стіни були зроблені з дерева та штукатурки або необпаленої глиняної цегли, скріпленої вапняним розчином. Всередині будинку плоский дах підтримували дерев'яні стовпи. Вважається, що у будинків був верхній поверх з дерева.
Внутрішні стіни були покриті штукатуркою та подекуди пофарбовані. На підлозі були знайдені жорна, жаровні, ступи. Ніші в стінах використовувалися як шафи. Кухня була відокремлена від житлових кімнат, верхній поверх використовувався в якості майстерні.
На рівні 5700 до н. е. були знайдені статуетки богині верхом на леопарді або тримаючі дитинча леопарда. Також знайдені статуетки богині, яка стоїть, сидить та відпочиває, одна або з дитиною. Іноді вона оголена, іноді в пов'язці на стегнах. На більш пізньому рівні (5435 — 5200 до н. е.) фігурок богині більше не було.
На пізніх етапах існування поселення Хаджиларська культура характеризується вишуканою керамікою, багато прикрашеною геометричними формами.
Хаджиларська культура пов'язується з культурою Неа-Нікомедія материкової Греції.